# 工業規格
工業規格（こうぎょうきかく、英語：technical standard）とは、工業分野における標準化を進めるため制定する「取決め（標準規格）」のこと。
コンピューターと通信の規格については、標準化団体も参照。

## 工業規格の一覧

### 国際規格
- ISO規格（国際標準化機構）
- IEC規格（国際電気標準会議）

### 各国の規格
- JIS（日本）
- DIN規格（ドイツ）
- ANSI規格（アメリカ合衆国）
- BS規格（イギリス）
- CSA規格（カナダ）
- NF規格（フランス）
- GB規格（中国）
- CNS規格（中国語版）（台湾）
- KS規格（朝鮮語版）（韓国）
- SNI規格（インドネシア）
- GOST規格（ロシア）
- TCVN規格（ベトナム）
- AS/NZS規格（オーストラリア、ニュージーランド）
- MS規格（マレーシア）
- ABNT規格（ブラジル）

### 業界（団体）規格
- MIL規格 : 防衛規格（アメリカ）
- IPC規格 : 電気製品の組立製造要件規格（アメリカ）
- UL規格
- CSA規格（カナダ）
- IEEE規格 : 電気・電子・コンピュータ等の規格（アメリカ）
- NEMA規格 : 電気製品の規格（アメリカ）
- ASTM規格 : 工業材料の規格（アメリカ）
- SAE規格 : アメリカ自動車技術者協会の規格
- JASO規格 : 自動車技術会
- ACEA規格 : 欧州自動車工業会
- JPI規格 : 日本石油学会
- API規格 : アメリカ石油協会
- JCAS : セメント協会
- JSWAS規格 : 日本下水道協会
- JWWA規格 : 日本水道協会
- SAS : ステンレス協会
- JIES : 照明学会

## 参考
- 日本農林規格（JAS）
- 鉄道の軌間（日本では狭軌が大半で、標準軌は少ない）
- 道路の対面交通（日本では車は左側通行）
- 電気の周波数（日本では50Hzと60Hzとの併存）
- 紙の寸法
- ルーズリーフのとじ穴間隔（日本ではJIS Z 8303に基づき穴間隔は 9.5mm）